# تيودور لانغهانز
تيودور لانغهانز (بالألمانية: Theodor Langhans) (ولد في 28 أيلول 1839 وتوفي في 22 تشرين الأول 1915) كان طبيبا ألمانيا مختصا في علم الأمراض، ولد في أوزينغن في دوقية ناساو.
درس الطب في جامعة هايدلبرغ، وكذلك في جامعة غوتنغن تحت إشراف فريدرش غوستاف ياكوب هنلي وفي جامعة برلين تحت إشراف رودولف فيرشو وفي جامعة فورتسبورغ حيث أصبح مساعدا لفريدرش دانيل فون ركلينغهاوزن.
أصبح محاضرا في جامعة ماربورغ عام 1867، ثم صار أستاذا في علم الأمراض عام 1872 في جامعة غيسن حيث خلف لودفيغ فرانز ألكساندر وينتر في منصبه.
عمل أستاذا في جامعة برن في اختصاص علم الأمراض التشريحي للفترة من 1872 حتى 1912، وكان أحد مساعديه الجراح فريتز دي كورفان.
اشتهر تيودور لانغهانز باكتشافه خلية لانغهانز العملاقة التي تحمل اسمه.